# Marcheno

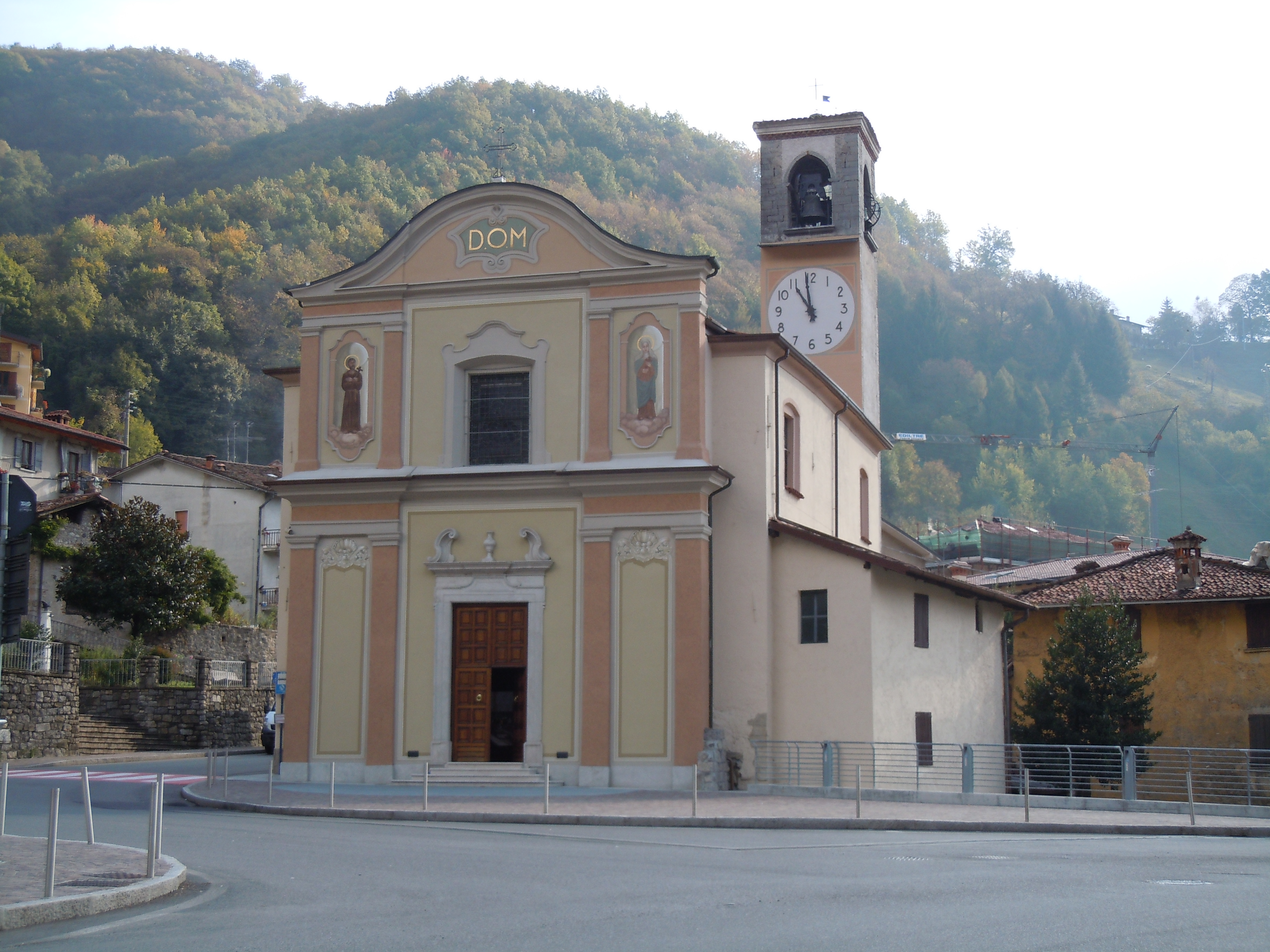
Parochiekerk van Marcheno

Marcheno is een gemeente in de Italiaanse provincie Brescia (regio Lombardije) en telt 4278 inwoners (31-12-2004). De oppervlakte bedraagt 22,7 km², de bevolkingsdichtheid is 186 inwoners per km².
De volgende frazioni maken deel uit van de gemeente: Brozzo, Aleno, Parte, Madonnina, Cesovo.

## Demografie
Marcheno telt ongeveer 1608 huishoudens. Het aantal inwoners steeg in de periode 1991-2001 met 3,8% volgens cijfers uit de tienjaarlijkse volkstellingen van ISTAT.
| Jaar | Inwoneraantal |
| ---- | ------------- |
| 1991 | 3975          |
| 2001 | 4126          |

## Geografie
Marcheno grenst aan de volgende gemeenten: Casto, Gardone Val Trompia, Lodrino, Lumezzane, Marone, Sarezzo, Tavernole sul Mella, Zone.